# Епархия Иньямбане
Епархия Иньямбане (лат. Dioecesis Inhambaniana) — епархия Римско-Католической церкви c центром в городе Иньямбане, Мозамбик. Юрисдикция епархии Иньямбане распространяется на провинцию Иньямбане. Епархия Иньямбане входит в митрополию Мапуту. Кафедральным собором епархии Иньямбане является церковь Непорочного Зачатия Пресвятой Девы Марии.

## История
3 августа 1962 года Римский папа Иоанн XXIII издал буллу Supremi muneris, которой учредил епархию Иньямбане, выделив её из архиепархии Лоренсу-Маркиша (сегодня — Архиепархия Мапуту).

## Ординарии епархии
- епископ Ernesto Gonçalves Costa O.F.M.[1] (27.10.1962 — 23.12.1974) — назначен епископом Бейры;
- епископ Alberto Setele (20.11.1975 — 7.09.2006);
- епископ Adriano Langa O.F.M. (7.09.2006 — 4.04.2022, в отставке);
- епископ Ernesto Maguengue (4.04.2022 — по настоящее время).